# Zosima
- Commons
- Wikispecies

Zosima é um género botânico pertencente à família Apiaceae.